# Alzaško vino
Alzaško vino (francosko vin d'Alsace) pridelujejo v Alzaciji v Franciji in je predvsem belo. Zaradi nemškega vpliva je pomembna oznaka porekla (appellation d'origine contrôlée) regije v Franciji, v kateri pridobivajo predvsem raznovrstne sorte označenih vin, navadno iz podobnih sort vinske trte kot za nemška vina. Skupaj z Avstrijo in Nemčijo pridelujejo nekatere vrste zelo znanega suhega rizlinga, pa tudi zelo aromatično vino traminec. Vino je pridelano v skladu s tremi različnimi AOC (appellation d'origine contrôlée – nadzorovana oznaka porekla): alsace AOC za belo, roze in rdeče vino, alsace grand cru AOC za belo vino iz nekaterih posebnih vinogradov in crémant d'Alsace AOC za peneče vino. Pridelujejo suho in sladko belo vino.
Leta 2006 so gojili vinsko trto na 15.298 hektarjih v 119 vaseh v Alzaciji in pridelali 111,3 milijona litrov vina, kar ustreza 148,4 milijona steklenic po 750 ml, in ustvarili 478,8 milijona evrov prihodkov. 78 % vinogradov je bilo namenjenih za pridobivanje vina alsace AOC, 4 % za alsace grand cru AOC in 18 % za crémant d'Alsace AOC.  Približno 90 % vina je belega.  25 % izvozijo. Pet največjih izvoznih trgov za alzaško vino so Belgija, Nizozemska, Nemčija, Danska in ZDA. 

## Zgodovina
Na zgodovino alzaškega vina je zelo vplivalo, ker je Alzacija pripadala ali Franciji ali Nemčiji, kar se je spremenilo večkrat. V zgodnji zgodovini Alzacije so trgovali skupaj z nemškim vinom, saj so ga prevažali po Renu. Po drugi svetovni vojni so vinski slogi v Alzaciji in Nemčiji zaostali, alzaške vrste vina so ostale popolnoma fermentirane, to je suhe, v glavnem zato, ker so bile namenjene pitju ob hrani. V istem obdobju se je začelo tudi pridobivanje višje kakovosti, kar je privedlo do pridobitve AOC. V zadnjih desetletjih se je razlika med Alzacijo in Nemčijo zmanjšala, saj je nemško vino postalo suho in močnejše, medtem ko je alzaško vino slajše, vino pozne trgatve in desertno vino so v Alzaciji "ponovno odkrili" leta 1983.
Skupna vinogradniška površina v Alzaciji se je v zadnjih desetletjih povečala, skupna površina francoskih vinogradov pa zmanjšala. Leta 1967 so imeli v Alzaciji 9400 hektarjev vinogradov, leta 1982 11.750 in leta 2007 15.300.. V istem obdobju se je med sortami najbolj povečala površina za sivi pinot, s 4 % na 15 % vinogradniške površine, medtem ko se je za silvanec najbolj zmanjšala.

### Uporaba imena "tokaj" v Alzaciji
Sivi pinot (francosko pinot gris) je sorta grozdja, za katero pravijo, da so jo vzgojili na Madžarskem v 14. stoletju, kjer se je imenovala szürkebarát. V Alzacijo naj bi jo ponovno prinesel general Lazarus von Schwendi po bojih proti Turkom v 16. stoletju. Zasajena je bila v Kientzheimu pod imenom "tokaj", ime je po madžarskem najbolj znanem vinu tokaj, kjer ga ne uporabljajo kot mešanico. Dolgo časa je bilo alzaško vino te sorte označeno kot alzaški tokaj (tokaj d'Alsace). Leta 1993 je bil dosežen sporazum med Madžarsko in Evropsko unijo (takrat Madžarska še ni bila članica) za postopno ukinitev tokaja kot nemadžarsko vino. V Alzaciji je bil tokaj pinot gris sprejet kot vmesni korak, del imena "tokaj" pa je bil odpravljen leta 2007. 

## Geografija, geologija in tla
Geografijo vinorodne površine Alzacije določata dva glavna dejavnika, pogorje Vogezi na zahodu in reka Ren na vzhodu. Vinogradi so v ozkem pasu, ki poteka približno v smeri sever–jug na nižjih vzhodnih pobočjih Vogezov na nadmorski višini 175 do 420 m. Te višine zagotavljajo primerno ravnotežje med temperaturo, drenažo in izpostavljenostjo soncu v skladu z rastnimi razmerami Alzacije. Zaradi pretežno zahodnih vetrov Vogezi po navadi dajejo zavetje Alzaciji pred dežjem in vplivom z morja, regija je torej precej suha in sončna. V Colmarju je 500 mm padavin, lahko pa se lokalno zelo razlikujejo in je najbolj suho mesto v Franciji. Medtem ko je naklon Vogezov na splošno obrnjen proti vzhodu, so mnoge najboljše lege jugozahodne do jugovzhodne in izkoriščajo dodatno izpostavljenost soncu.
Alzaška geologija je zelo raznovrstna z veliko različnimi vrstami tal v vinogradih . Tla so posledica lege na geološki prelomnici. Kot celota leži na zahodnem delu Renskega grabna, ki je posledica dveh sistemov vzporednih prelomov, ki sta nastala med Vogezi in Črnim gozdom. 
Tla, odvisno od tega, kje, so sestavljena iz teh kamnin:
- primarna kamnina je granit, gnajs ali skrilavec,
- sedimentna tla so apnenec, lapor in peščenjak.

Grand cru je predvsem na laporju ali granitu.

## Pridelava
V Alzaciji povprečno letno pridelajo približno 1.150.000 hektolitrov (150 milijonov steklenic); 90 % belega. Leta 2008 je bila letina približno 1.131.500 hektolitrov. Od tega je 837.700 hektolitrov alsace AOC, 45.000 hl alsace grand cru AOC in 248 800 hektolitrov crémant d'Alsace AOC.

### Sorte grozdja in vina
Pridelujejo nekaj več kot 90 % belih sort grozdja, razširjeno je predvsem sortno vino na 15.535 hektarjih vinogradov v Alzaciji.
Odobrenih sort alzaškega grozdja je sedem. To so:
- rizling: 247.954 hektolitrov, 21,7 % vinogradov
- traminec: 172.116 hektolitrov, 18,6 % vinogradov
- silvanec: 108.268 hektolitrov, 8,9 % iz vinogradov
- beli pinot: 267.672 hektolitrov, 21,2 % vinogradov
- sivi pinot (imenovan tudi tokaj sivi pinot ali alzaški tokaj): 165 954 hektolitrov, 15,2 % vinogradov
- muškat (muscat d'Alsace): 18.487 hektolitrov, 2,3 % vinogradov
- modri pinot (rdeči in roze): 108.326 hektolitrov, 9,6 % iz vinogradov.

Poleg tega še chasselas (6271 hektolitrov, 0,6 % vinogradov), šardone in savagnin roze (rdeči traminec) (2662 hl). Podatki se nanašajo na leto trgatve 2008.

## Grands crus iz Alzacije
Šele leta 1975 so odobrili alzaški grand cru, in to samo za rizling, traminec, rumeni muškat in sivi pinot. Največji donos je 70 hl/ha. Ta vrednost je izredno visoka, če upoštevamo, da je na primer, premier cru iz Burgundije omejen na 30 hl/ha. Skupno so odobrili 51 leg v 47 krajih. Trte so zasadili na treh do 80 hektarjih in imajo skupno 1680 hektarjev.

## Alzaška vinska cesta
Alzaška vinska cesta je iz leta 1953 in je približno 170 km dolga. Poteka v smeri sever–jug in prečka glavna območja za pridobivanje vina v regiji. To je 119 alzaških vinskih naselij z več kot 300 kletmi in 48 od 50 leg za grand cru. Poteka skozi del departmajev Spodnji Ren in Zgornji Ren.
V Colmarju sta vinska šola in vinogradniški inštitut Oberlin. Tako je v Alzaciji zagotovljen stalen razvoj vinogradniške tehnologije.